# Coil (gruppo musicale)
I Coil sono stati un gruppo di musica elettronica/sperimentale fondato da John Balance e Peter Christopherson.

## Storia
I Coil nascono dall'incontro tra Peter Christopherson (ex-Throbbing Gristle) e John Balance, attivo nella scena underground industrial e membro degli Zos Kia, durante la registrazione di Force the Hand of Chance, primo album degli Psychic TV, nuovo gruppo di Christopherson. Da questo incontro nasce il marchio Coil e l'EP Transparent, accreditato a Coil/Zos Kia e pubblicato nel 1983.
Quella che sembrava una collaborazione estemporanea si trasforma ben presto in un progetto stabile e i due incidono nel 1984 l'EP How to Destroy Angels. Sempre lo stesso anno viene pubblicato il primo album ufficiale, Scatology, distante dalle atmosfere delle incisioni precedenti e in cui ci sono gli apporti di Foetus, in fase produttiva e come cantante in Panic, e di Gavin Friday dei Virgin Prunes, che firma e interpreta Tenderness Of Wolves.
Nel 1986 esce Horse Rotorvator che si presenta con ambientazioni ancor più intimistico-spirituali del precedente con canzoni come Ostia (the death of Pasolini), The First Five Minutes After Death (carica di misticismo orientale) e la loro prima hit The Anal Staircase.
Gli anni successivi vedono i due impegnati su vari fronti, Balance sarà ospite dei dischi dei Current 93 mentre Christopherson curerà la sua attività di fotografo e dirigerà vari videoclip. L'attività musicale del duo si limita alla pubblicazione, nel 1987, di Gold Is the Metal, la prima delle numerose raccolte che comprende outakes provenienti dalle registrazioni dei precedenti lavori, e Hellraiser, candidato ad essere la colonna sonora del film omonimo, ma scartato da Clive Barker.
Poi il silenzio che dura fino al 1990, anno di uscita di Unnatural History, compilation di rarità dove compare anche Boyd Rice. Per un nuovo album bisogna aspettare fino al 1991 quando esce Love Secret Domain, di genere acid/trance house, cui partecipano ospiti come Marc Almond e Rose McDowall. Anche questo album viene seguito dalla raccolta di inediti Stolen and Contaminated Songs del 1992.
In seguito i Coil scompaiono di nuovo dalle scene, limitandosi alla produzione di vari remix, alla pubblicazione di raccolte, collaborazioni, sperimentazioni e progetti paralleli. Negli anni novanta il duo comporrà solamente le colonne sonore per The Angelic Conversation e Blue di Derek Jarman.
I Coil tornano nel biennio 1999-2000, con la partecipazione del tastierista Thighpaulsandra, con i loro due album più intimisti, Musick to Play in the Dark vol.1 e vol.2. In seguito pubblicano Astral Disaster, Constant Shallowness Leads To Evil (2000) e Moon's Milk (In Four Phases) (2001), doppio album che raccoglie quattro EP risalenti al 1998.
L'attività di questo periodo viene di nuovo seguita da un periodo di silenzio, interrotto solamente dall'uscita di album dal vivo e progetti multimediali, fino al tragico pomeriggio del 13 novembre 2004 quando Balance, ubriaco, precipita dalle scale della sua abitazione, morendo in ospedale per le ferite.
Nel 2005 viene pubblicato The Ape of Naples che raccoglie i pezzi a cui stavano lavorando Balance e Christopherson prima del tragico epilogo.

## Discografia

### Album di studio
- Scatology (LP/CS/CD) (1984)
- Horse Rotorvator (LP/CS/CD) (1987)
- Gold is the Metal (LP/CD) (1987)
- Love's Secret Domain (LP/CS/CD) (1991)
- Stolen and Contaminated Songs (CD) (1992)
- The Angelic Conversation (CD) (1994)
- Astral Disaster (LP/CD) (1999)
- Musick to Play in the Dark Volume I (LP/CD) (1999)
- Queens of the Circulating Library (CD) (2000)
- Musick to Play in the Dark Volume II (2xLP/CD) (2000)
- Constant Shallowness Leads to Evil (CD) (2000)
- Moons Milk (In Four Phases) (2xCD) (2001)
- The Remote Viewer (CD-R)
- Plastic Spider Thing (CD) (2002)
- Black Antlers (CD-R) (2004)
- The Ape of Naples (CD/LP) (2005)

### Album dal vivo
- Coil Presents Time Machines CD (2000)
- Live in New York City (VHS/CD-R) (2001)
- Live Four (CD) (2003)
- Live Three (CD) (2003)
- Live Two (CD) (2003)
- Live One (2xCD) (2003)
- Megalithomania! (CD-R) (2003)
- ANS (CD) (2003)
- ...And the Ambulance Died In His Arms (CD) (2005)

### Raccolte
- ANS (3xCD & 1 DVD) (2004)
- Unnatural History (CD) (1990)
- Unnatural History II (CD) (1995)
- Unnatural History III (CD) (1997)
- A Guide for Beginners: A Silver Voice (CD) (2001)
- A Guide for Finishers: A Golden Hair (CD) (2001)
- The Golden Hare With A Voice Of Silver (2xCD) (2002)

### Singoli ed EP
- How to Destroy Angels (12") (1984)
- Panic/Tainted Love (12"/CD-EP) (1985) (produzione limitata 1000 copie)
- The Anal Staircase (12") (1986) (produzione limitata 1000 copie)
- The Wheel / The Wheal (7") (1987) (produzione limitata 500 copie)
- The Unreleased Themes For Hellraiser (10"/CS/CD-EP) (1987)
- The Wheal / Keelhauler (7") (1990) (prodotte numero limitato (sconosciuto) di copie)
- Wrong Eye / Scope (7") (1990) (produzione limitata 3000 copie)
- Windowpane (12"/CD) (1990)
- The Snow (12"/CS/CD) (1991)
- Airborne Bells / Is Suicide a Solution? (7") (1993) (produzione limitata 1400 copie)
- Themes from Blue (7") (1993) (produzione limitata 1023 copie)
- Spring Equinox: Moon's Milk or Under an Unquiet Skull (7"/CD) (1998) (stampata in modo limitato solo nella primavera del 1998)
- Summer Solstice: Bee Stings (7"/CD) (1998) (stampata in modo limitato solo nella estate del 1998)
- Autumn Equinox: Amethyst Deceivers (7"/CD) (1998) (stampata in modo limitato solo nell'autunno del 1998)
- Winter Solstice: North (7"/CD) (1998) (stampata in modo limitato solo nell'inverno del 1998/99)
- The Restitution of Decayed Intelligence (10") (2003) (produzione limitata 600 copie)

### Collaborazioni
- Coil/Zos Kia: Transparent (CS/CD/LP) (1984)
- Coil vs The Eskaton: Nasa Arab (12") (1994)
- Coil vs ELpH: Protection (CDEP) (1994)
- ELpH: pHILM #1 (10") (1994)
- ELpH vs. Coil: Worship the Glitch (CD/2x10") (1995)
- Black Light District: A Thousand Lights in a Darkened Room (CD/2xLP) (1996)
- Time Machines: Time Machines (CD/2xLP) (1998)
- ELpH: elph.zwölf (CDEP) (1999) (limited 1000 copies)
- Black Sun Productions Coil - Plastic Spider Thing remix di brani dei Coil

### Video
- Live in Moscow 2001 (VHS) (2001) (produzione limitata 35 copie)
- Spoiler Talks DVD Series: Coil (DVD) (2003) (produzione limitata 1 copie)